# Rifugio Crête Sèche
Das Rifugio Crête Sèche ist eine Schutzhütte im Aostatal in den Walliser Alpen. Sie liegt in einer Höhe von 2410 m im Seitental Valpelline in der Gemarkung Berrio del Governo innerhalb der Gemeinde Bionaz. Die Hütte wird von Mitte März bis Anfang Mai und von Anfang Juni bis Ende September bewirtschaftet und bietet in dieser Zeit 72 Bergsteigern Schlafplätze.
Die Hütte liegt innerhalb des Hochtals Comba di Crête Sèche, dessen Talschluss der Pass Col de Crête Sèche bildet. Über den Pass kann man zum Schweizer Val de Bagnes absteigen. Beim Berrio del Governo handelt es sich um einen großen Findling.

## Aufstieg
Der Aufstieg zur Hütte beginnt im Ortsteil Rû (1696 m)
Für den gesamten, keinerlei Schwierigkeiten aufweisenden Weg vom Parkplatz bei Rû bis zum Rifugio Crête Sèche sind ungefähr 2 Stunden zu veranschlagen. Alternativ kann die Hütte von Chez-les-Chenaux binnen 2½ Stunden begangen werden.

## Geschichte
Die Schutzhütte wurde im Jahr 1982 eingeweiht.

## Tourenmöglichkeiten

### Übergänge
- Übergang zur Schutzhütte Rifugio Prarayer – 2005 m
- Übergang zur Schutzhütte Cabane de Chanrion – 2462 m über den Col de Crête Sèche (2899 m)
- Übergang zur Biwakschachtel Bivacco Regondi Gavazzi (bei Ollomont) – 2560 m über den Col du Mont Gelé (3144 m)

### Gipfeltouren
Folgende Gipfel können von der Hütte erreicht werden:
- Bec d’Epicoune – 3529 m
- Mont Gelé – 3518 m
- Bec du Chardoney – 3447 m
- Monte Cervo – 3441 m